# Nemanja Jović
Nemanja Jović (Zvornik, 8 de agosto de 2002) es un futbolista bosnio, nacionalizado serbio, que juega en la demarcación de delantero para el Kalba F. C. de la UAE Pro League.

## Selección nacional
Tras jugar con la selección de fútbol sub-17 de Bosnia y Herzegovina, y con la selección de fútbol sub-19 de Serbia y la sub-21 al haberser nacionalizado serbio, finalmente hizo su debut con la selección absoluta el 7 de junio de 2021 en un encuentro amistoo contra Jamaica que finalizó con un resultado de empate a uno tras el gol de Strahinja Pavlović para Serbia, y de Andre Gray para Jamaica.

## Clubes
| Club                 | País                   | Año       | Partidos | Goles |
| -------------------- | ---------------------- | --------- | -------- | ----- |
| Partizán de Belgrado | Serbia                 | 2020-2023 | 95       | 11    |
| G. D. Estoril Praia  | Portugal               | 2024      | 2        | 0     |
| Kalba F. C.          | Emiratos Árabes Unidos | 2024-     | 5        | 0     |